# Kurt Vilém Berman
F/Sgt Kurt Vilém Berman (také Vilém Bermann, Kurt Kenneth, 18. března 1921, Nový Jičín – po roce 1991 v New Yorku) byl českým pilotem RAF za druhé světové války.

## Život
Narodil se v Novém Jičíně do židovské rodiny profesora německého gymnázia Dr. Ernsta Bermanna a jeho manželky Markéty Bermannové. Měl ještě bratra Petra Bermanna. V Novém Jičíně vystudoval Kurt jak obecnou školu tak i gymnázium s maturitou. Kvůli zhoršujícím se životním podmínkám pro Čechy a židy v pohraničí a kvůli oznámení začlenění Nového Jičína do pátého okupačního pásma v říjnu 1938 se Vilém společně se svou rodinou přestěhoval do Brna. Otci a jemu se 12. března 1939 povedlo uprchnout ze země do Velké Británie. Markéta a Petr nepřežili.

## Působení v RAF
Dne 2. dubna 1941 vstoupil Vilém Bermann do RAF, kde se uplatnil jako mechanik u 310. československé stíhací perutě. Později v roce 1942 se z něj stal letecký seržant s číslem 788076 u 311. československé bombardovací perutě, kde sloužil na letounech typu Liberator. Nejvyšší hodnosti, které dosáhl, byla Flying officer.
V průběhu války si změnil rodné jméno a příjmení z Vilém Bermann na Kurt V. Berman. Obdržel několik vysokých vyznamenání, včetně Československého válečného kříže 1939, Československé medaile Za chrabrost a Československé medaile za zásluhy 1. stupně.

### Dosažené hodnosti
17. duben 1941 - aircraftman second class
17. říjen 1941 - aircraftman first class
20. duben 1942 - Leading aircraftman
17. duben 1943 - Technical Sergeant
17. duben 1944. - Flight Sergeant
22. únor 1945 - Pilot officer
22. srpen 1945 - Flying officer

## Závěr života
Do ČSR se vrátil 5. září 1945. Dlouho zde však nepobyl a záhy odjel do USA, kde žil až do smrti v New Yorku. To už používal jméno Kurt Kenneth. V roce 1990 a 1991 navštívil Kurt Kenneth své rodné město Nový Jičín.